# 宝老山站
宝老山站位于中华人民共和国贵州省黔东南苗族侗族自治州黄平县谷陇镇，是沪昆铁路上的铁路车站。车站由中国铁路成都局集团凯里车务段管辖，每日有一对慢车停靠。车站另外驻有凯里工务段凯里线路车间宝老山线路工区。

## 图片

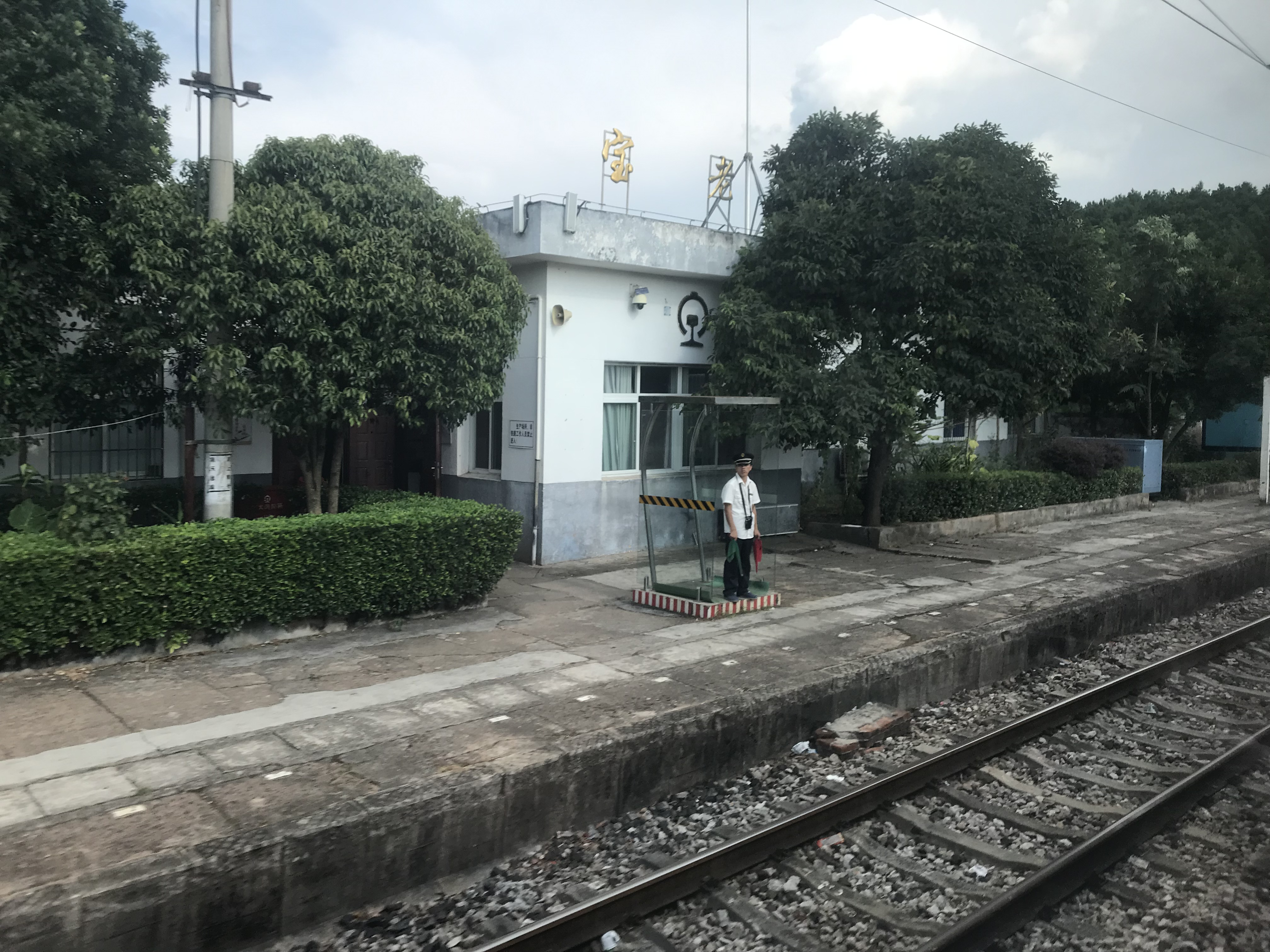
车站站房
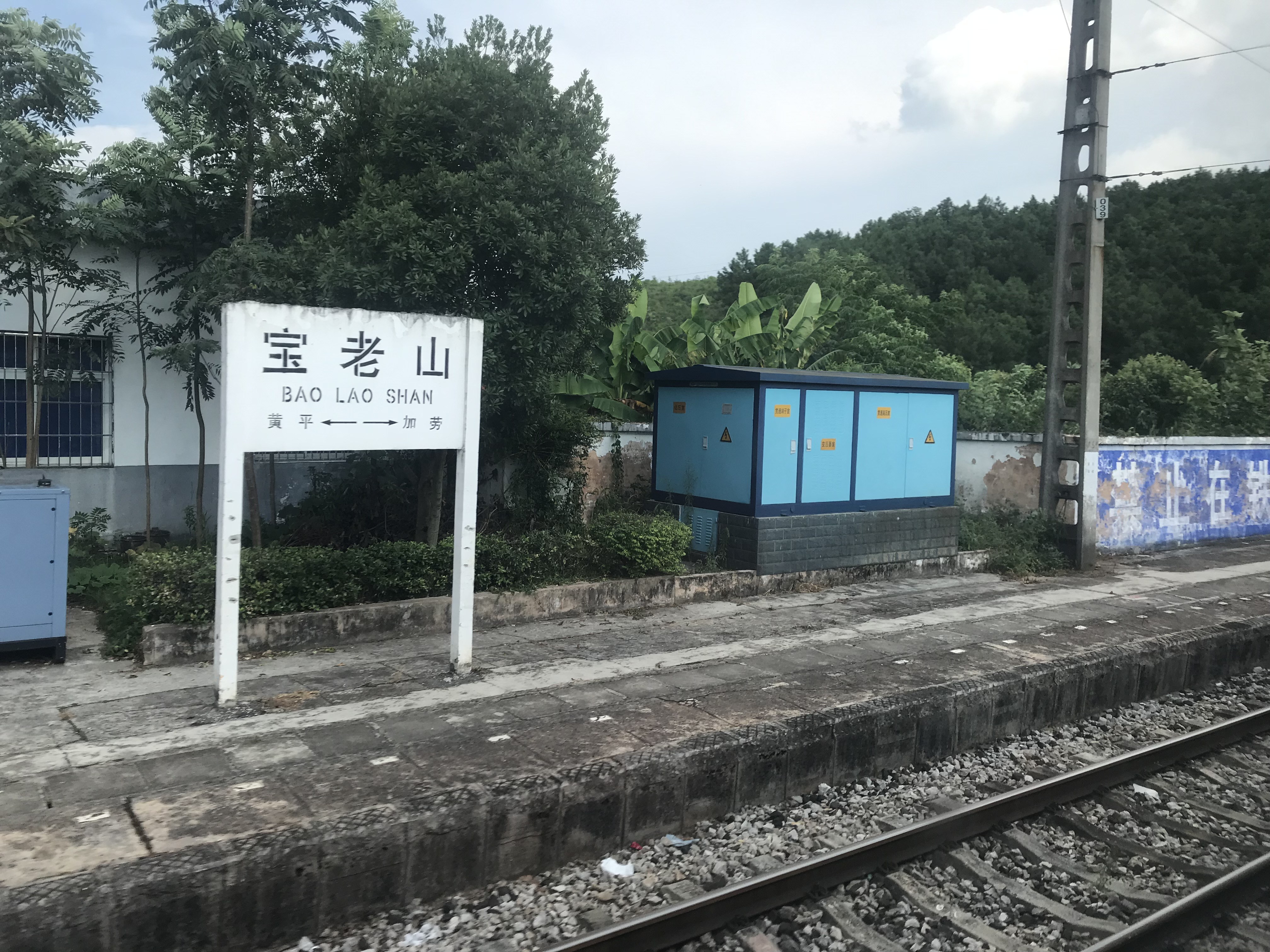
基本站台
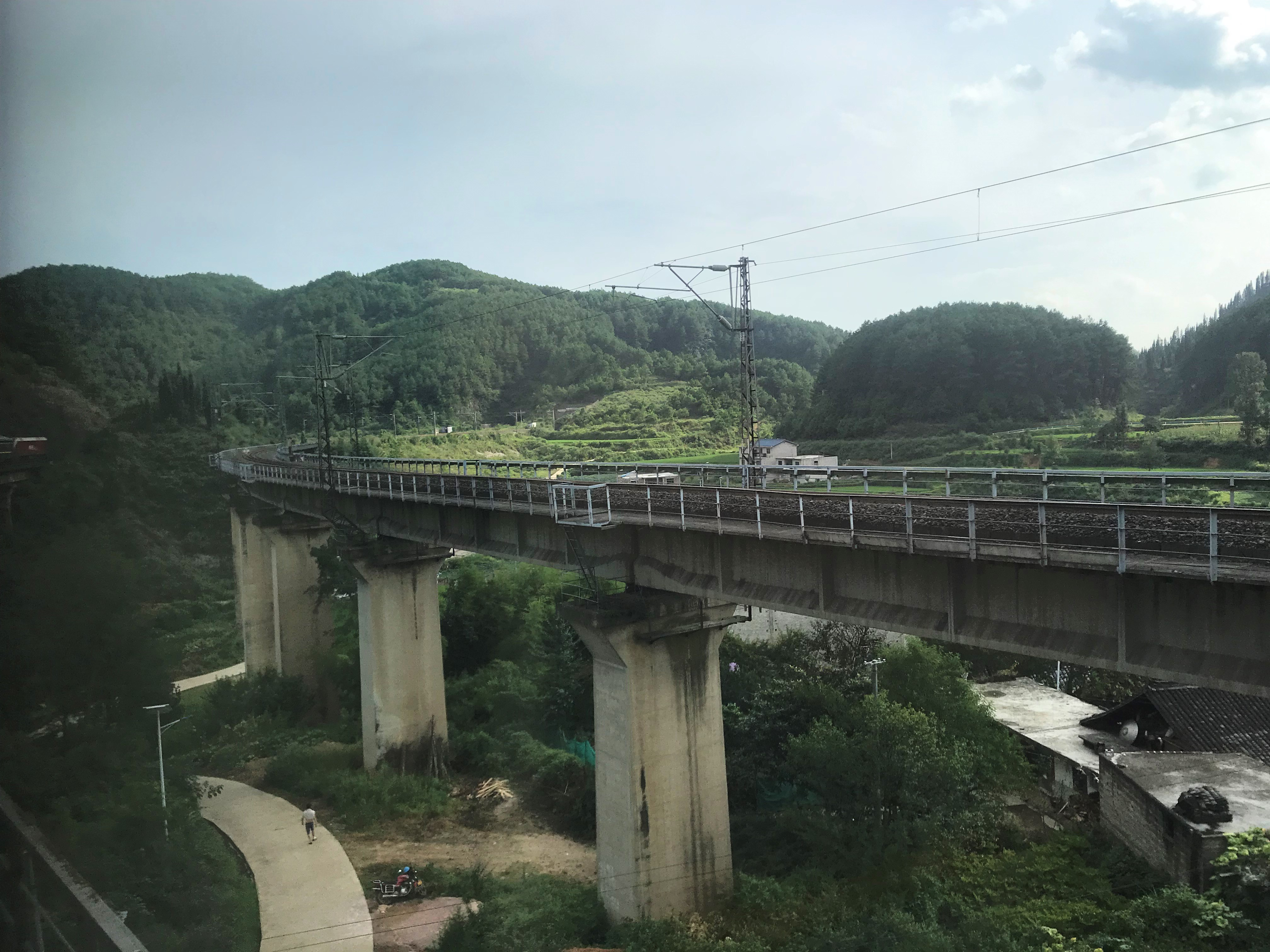
岩英展线上层
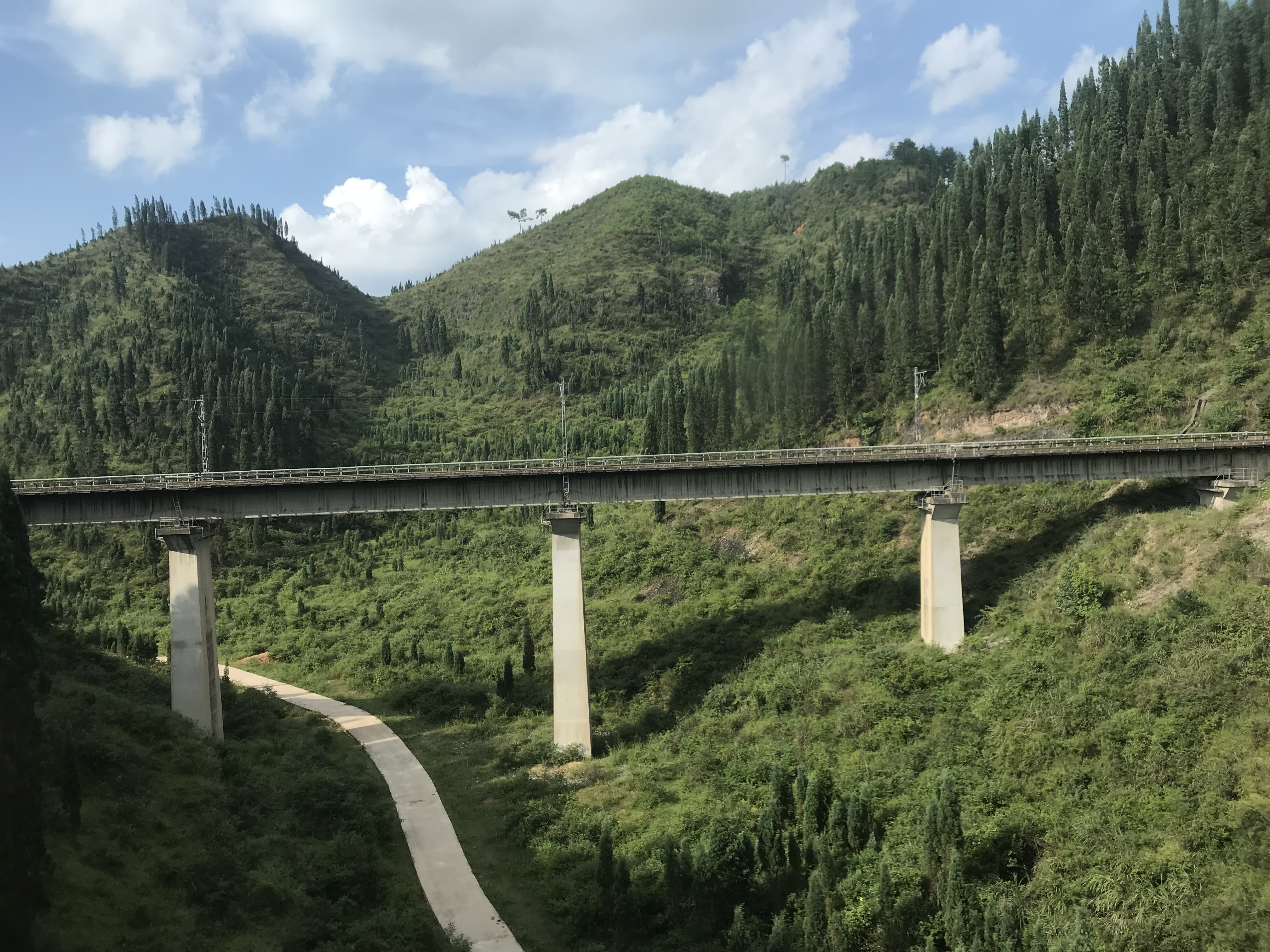
岩英展线中层